# Schneestock
Le Schneestock est un sommet des Alpes uranaises, en Suisse, situé à la frontière entre les cantons d'Uri et du Valais, qui culmine à 3 608 m d'altitude.
Situé au nord du Dammastock, il domine le Göschenertal et le Göscheneralpsee à l'est, le glacier du Rhône au sud et le Haslital à l'ouest.